# Weißschwanzschwalbe

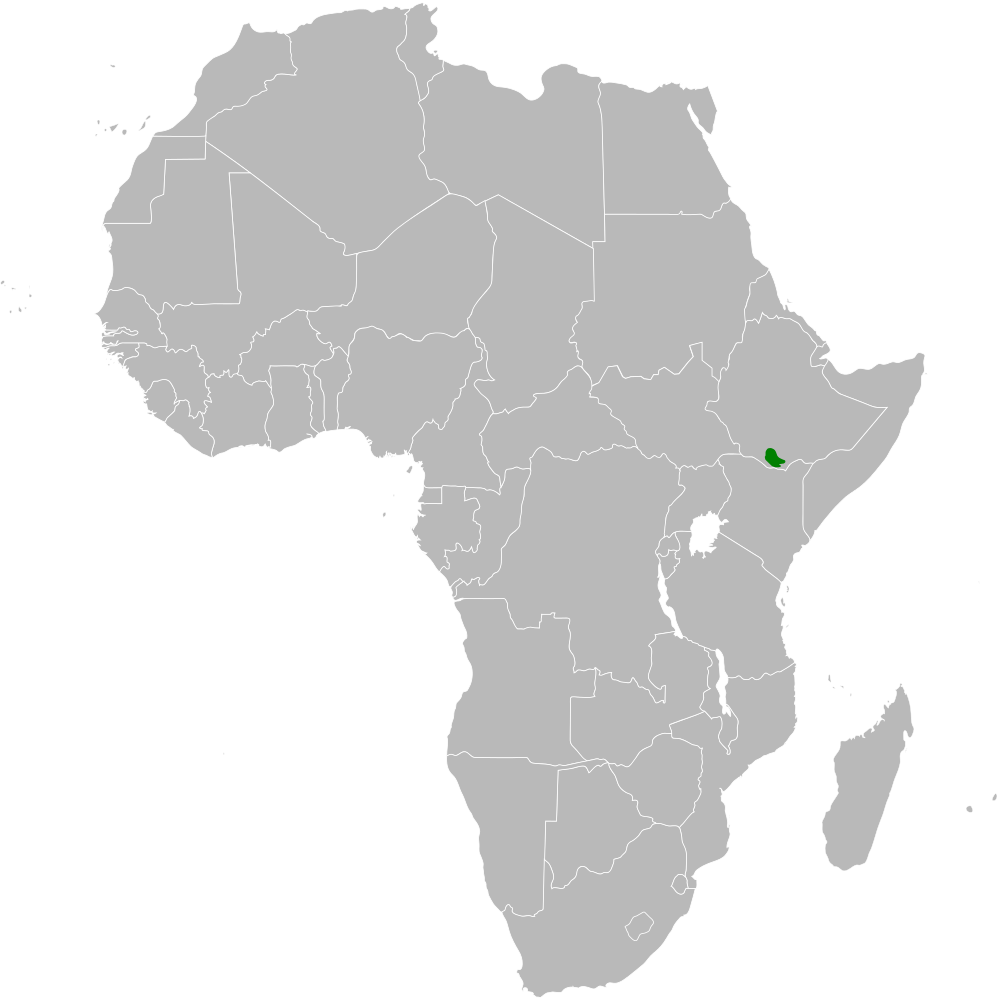
Verbreitungsgebiet der Weißschwanzschwalbe

Die Weißschwanzschwalbe oder Benson-Schwalbe (Hirundo megaensis) ist eine Vogelart aus der Familie der Schwalben (Hirundinidae). Sie kommt in Äthiopien vor und ist dort Standvogel.

## Merkmale
Die Weißschwanzschwalbe erreicht eine Größe von 13 Zentimetern und ein Gewicht von 11 Gramm. Die Männchen weisen eine glänzend stahlblaue Oberseite auf. Die Flügel sind schwarz mit einem bläulichen Schimmer. Der Schwanz ist leicht gegabelt. Die inneren Schwanzfedern sind weiß mit schwarzen Schaftstreifen, die äußeren Schwanzfedern sind an den Innenfahnen weiß. Die Kehle und die Unterseite sind weiß. Von ihrer nächsten Verwandten, der Fahlkehlschwalbe (Hirundo aethiopica), unterscheidet sich die Weißschwanzschwalbe durch die bläuliche (nicht rötliche) Stirn, durch den kürzeren, weißeren Schwanz sowie durch die weißere Kehle und das Fehlen eines Brustbandes. Die Weibchen der Weißschwanzschwalbe sind weniger glänzend und weiß gefärbt als die Männchen und haben einen kürzeren Schwanz. Die juvenilen Vögel sind stumpfer gefärbt mit helleren Säumen an den Hand- und Armschwingen, an den Schirmfedern, an den Oberschwanzdecken und an den Schwanzfedern. Die Weißschwanzschwalbe hat einen schrillen, zwitschernden Ruf.

## Verbreitungsgebiet und Lebensraum
Die Weißschwanzschwalbe kommt im südlichen Äthiopien in den Regionen Yabelo und Mega sowie in der Provinz Sidamo vor. Sie bevorzugt offenes, halbtrockenes, von Akazien dominiertes Grasland, Akazien-Waldland sowie Dörfer als Lebensraum. Sie kommt hauptsächlich in Höhenlagen zwischen 1500 und 1700 Meter vor. Gelegentlich ist sie auch bei 990 Meter oder in einer Höhenlage bis 2400 Meter zu beobachten.

## Lebensweise
Die Weißschwanzschwalbe geht in der Umgebung von blühenden Bäumen auf Nahrungssuche und fliegt dabei mit schnellen und eleganten Flügelschlägen. Die Nahrung besteht aus Insekten, insbesondere aus Käfern. Die Brutzeit liegt in der Hauptregenzeit zwischen April und Mai. Das Nest ist offen napfförmig und wird gewöhnlich an Dachpfosten von Dorfhütten, aber auch an Brunnenmauern, Termitenhügeln und Dükern errichtet. Das Gelege besteht aus drei bis vier Eiern.

## Status
Die Weißschwanzschwalbe ist durch die Umwandlung des Akazienbuschlands in Weideland und landwirtschaftlich genutzte Flächen gefährdet. Während der Bestand in den 1980er-Jahren noch als stabil galt, wird er heute von BirdLife International auf zwischen 2.500 und 10.000 Exemplare geschätzt. 1986 wurde die Region um Yabelo zum Wildreservat erklärt, um die Weißschwanzschwalbe und den stark gefährdeten Zavattarivogel (Zavattariornis stresemanni) besser zu schützen.